# Carmen Becerra
Carmen Becerra Gómez (7. prosinca, 1977. – Toluca, Meksiko) meksička je glumica. Najpoznatija je po ulozi antagonistice Sare de la Cruz u meksičkoj telenoveli Draga neprijateljica.

## Biografija
Carmen je kao dijete voljela glumiti u školskim predstavama pa je i u kasnijoj dobi nastavila glumiti u kazalištima. Nakon završetka studija prolazi prijemni ispit za upis na Centro de educacion artistica de Televisa, koji je pohađala tri godine. Tu spoznaje koliko voli glumu i postiže svoje prve uspjehe. 
Popularnost stekla 2001. ulogom u telenoveli Salomé u kojoj je glumila s Edith Gonzalez. Zvijezdani status doživljava serijom Tu historia de amor u kojoj glumi zajedno s Angelicom Mariom i Juanom Ferrerom. 2005. dobiva ulogu u seriji Apuesta por un amor i po prvi put glumi antagonisticu. Serija, a posebno njezin lik, stekli su toliku popularnost da i u sljedećoj telenoveli Amar sin limites glumi negativku.
2008. tumači lik Sare de la Cruz u telenoveli Draga neprijateljica.

## Filmografija
| Godina        | Naslov                            | Uloga                  | Vrsta               |
| ------------- | --------------------------------- | ---------------------- | ------------------- |
| 2010.         | Zacatillo, un lugar en tu corazón | Adriana                | telenovela          |
| 2008.         | Draga neprijateljica              | Sara de la Cruz        | telenovela          |
| 2006.         | Amar sin límites                  | Lidia Morán            | telenovela          |
| 2005.         | Ljubav na kocki                   | Nadia Thomas           | telenovela          |
| 2004.         | Iznova voljeti                    | Sandra Murguía Navarro | telenovela          |
| 2003.         | Tu historia de amor               | Tu historia de amor    | televizijska serija |
| 2001. – 2002. | Salomé                            | Diana                  | telenovela          |
| 2001. – 2006. | Mujer, casos de la vida real      | -                      | televizijska serija |
| 1998.         | ¿Qué nos pasa?                    | -                      | televizijska serija |